# Liste des monuments et sites historiques de la région de Kolda
Cet article recense les monuments et sites historiques de la région de Kolda au Sénégal.

## Liste
| Monument                  | Département | Localité                                       | Coordonnées                  | Notes           | Code arrêté | Illus. |
| ------------------------- | ----------- | ---------------------------------------------- | ---------------------------- | --------------- | ----------- | ------ |
| Tata de Moussa Molo Baldé | Kolda       | Ndorma, Arrondissement de Médina Yoro Fulah    | 13° 09′ 40″ N, 15° 01′ 42″ O |                 | 2006KOLDA01 |        |
| Tombe de Coumba Oudé      | Kolda       | Soulabaly, arrondissement de Médina Yoro Fulah |                              |                 | 2006KOLDA02 |        |
| Hamdallahi                | Kolda       | Arrondissement de Médina Yoro Fulah            | 13° 05′ 30″ N, 14° 52′ 36″ O | site historique | 2006KOLDA03 |        |
| Préfecture                | Kolda       | Kolda                                          |                              |                 | 2006KOLDA04 |        |
| Site mégalithique de Pata | Kolda       |                                                |                              |                 | 2006KOLDA05 |        |